# Honda Concept S
Honda Concept S – samochód koncepcyjny marki Honda reklamowany jako futurystyczna hybryda dla nowoczesnej rodziny. 
Karoserię auta zaprojektowano odważnie, poprzeplatano ostre linie z krągłościami oraz zastosowano dużą powierzchnię szyb. Napęd auta stanowić będzie jednostka benzynowa wspomagana przez silnik elektryczny. Początkowo auto sprzedawane będzie na rynku Chińskim, następnie na rynku Europejskim, nie wiadomo kiedy na Starym Kontynencie.